# Un grapat de Dates
"Un grapat de Dates" (títol original en anglès "A Fistful of Datas") és el vuitè episodi de la sisena temporada de la sèrie de televisió de ciència-ficció estatunidenca Star Trek: La nova generació, i el 134è de tota la sèrie. Es va emetre originalment el 9 de novembre de 1992 en redifusió als Estats Units. El seu títol és un joc de paraules amb el títol de la pel·lícula de Sergio Leone "Spaghetti Western" Per un grapat de dòlars. Fou dirigit per Patrick Stewart amb un guió de Robert Hewitt Wolfe i Brannon Braga.
Ambientada al segle XXIV, la sèrie segueix les aventures de la tripulació de la nau de la Flota Estel·lar de la Federació Enterprise-D sota el comandament del capità Jean-Luc Picard. En aquest episodi, Worf, el seu fill Alexander Rozhenko i la Consellera Deanna Troi estan atrapats a la holocoberta on els personatges s'assemblen a Data i tenen les seves habilitats superiors.
Aquest episodi presenta una escena amb Data amb drag, i té nombrosos elements de comèdia. Ha estat considerat un episodi divertit i còmic, i elogiat pel seu ús de la holocoberta.

## Argument
L'"Enterprise" ha arribat 2 dies abans per a una trobada amb un vaixell de subministraments, l'USS Biko, i la tripulació dediquen el temps extra a activitats personals. Data i La Forge proposen al Capità Picard que intenti configurar sistemes que els permetin utilitzar les capacitats de processament de Data per executar sistemes crítics en cas de fallada de l'ordinador principal, i ell els permet continuar.
Mentrestant, Worf s'uneix a contracor al seu fill Alexander en una aventura holocoberta ambientada a la ciutat de Deadwood (Dakota del Sud), al Far West, a la qual més tard s'hi uneix Deanna Troi. Els tres interpreten el paper d'agents de la llei a Deadwood, on es busca Eli Hollander, el "Carnisser de Bozeman". Worf intenta utilitzar les seves tàctiques de la Flota Estel·lar per acabar l'episodi ràpidament, però Alexander insisteix que segueixi l'escenari. Capturen l'Eli, i descobreixen que el seu pare, Frank, és un home astut i poderós.
Mentre Data i La Forge treballen a la interfície, es produeix una breu pujada d'energia. Els sistemes de la nau reaccionen de manera estranya, especialment al voltant d'elements dels registres i registres de Data. Data també adopta manierismes i llenguatge vernacle estereotipats del Western, sense adonar-se'n.
A la holocoberta, Frank, que s'assembla exactament a Data, captura l'Alexander, exigint l'alliberament del seu fill Eli. Worf s'enfronta a un tiroteig i resulta ferit, i ell i Troi descobreixen que els protocols de seguretat de la holocoberta no funcionen i no poden finalitzar el programa. S'adonen que l'Alexander podria tenir problemes i que l'única manera segura és reproduir la història. A més, Troi observa que l'Eli ara posseeix habilitats comparables a les de Data. A mesura que més personatges de la holocoberta adopten l'aspecte de Data, Worf treballa per crear un escut personal com a protecció, sabent que no sortiria victoriós contra personatges que tots tenen les habilitats de Data.
Data i La Forge determinen que la pujada de tensió fa que segments de l'ordinador principal i els processos de Data intercanviïn memòries, i inicien una purga de memòria per restaurar tots dos al funcionament normal.
A la holocoberta, Worf i Troi derroten amb èxit Frank i la seva banda i recuperen l'Alexander. Creuen que la història ha acabat, però la holocoberta encara no respon. Només després que la senyoreta Annie, propietària de la taverna local i que ara també s'assembla a en Data, agraeixi a Worf la seva valentia i es llanci als seus braços, la història acaba, permetent que els tres marxin sans i estalvis. Data i l'ordinador de la nau tornen a la normalitat, i Worf promet unir-se a l'Alexander a la holocoberta per a una altra aventura a Deadwood. En privat, Worf es posa el barret de cowboy, practica la seva dentadura ràpida i es somriu a si mateix al mirall. Com a últim gest al western on sovint es veu herois cavalcant cap a la posta de sol, l'episodi conclou amb l'"Enterprise" volant sembla que cap a una estrella que està mig oculta per un planeta proper.

## Repartiment i doblatge al català
La sèrie va ser doblada al català pels estudis Tramontana (primera part) i Soundtrack (segona part) i emesa a TV3 l’any 1991. Els dobladors de l'episodi foren:
| Personatge         | Actor/actriu        | Veu en català      |
| ------------------ | ------------------- | ------------------ |
| Jean-Luc Picard    | Patrick Stewart     | Joan Crosas        |
| William Riker      | Jonathan Frakes     | Antoni Forteza     |
| Data               | Brent Spinner       | Joaquim Sota       |
| Geordi La Forge    | LeVar Burton        | Aleix Estadella    |
| Worf               | Michael Dorn        | Enric Arquimbau    |
| Beverly Crusher    | Gates McFadden      | Aurora Garcia      |
| Deanna Troi        | Marina Sirtis       | Alicia Laorden     |
| Alexander Rozhenko | Brian Bonsall       | Marta Barbarà      |
| Annie Meyers       | Joy Garrett         | Marta Padovan      |
| Eli Hollander      | John Pyper-Ferguson | Francesc Figuerola |
| Bandit mexicà      | Jorge Cervera Jr    | Jordi Vilaseca     |

## Producció
Aquest va ser el primer treball de guió de Robert Hewitt Wolfe a la franquícia Star Trek. Més tard va contribuir a 37 guions per a la sèrie Star Trek: Deep Space Nine.
L'esborrany de Wolfe va ser desenvolupat fins a convertir-se en un guió acabat per Brannon Braga. Braga no estava familiaritzat amb el gènere western en aquell moment i va veure diverses pel·lícules com a preparació.
El títol original és una al·lusió al conegut Spaghetti Western Per un grapat de dòlars de Sergio Leone. El títol provisional de l'episodi era The Good, the Bad and the Klingon, una referència a un altre dels westerns de Leone, El bo, el lleig i el dolent.
La trama i els personatges del programa holocoberta estan inspirats en les pel·lícules de l'oest Rio Bravo i Arrels profundes.
En el disseny original de Wolfe, el programa de l’holocoberta va ser concebut com un intent d'Alexander d'igualar Worf i Deanna Troi. Tanmateix, aquesta idea va ser descartada. Jeri Taylor temia que la relació entre Worf i Alexander pogués recordar massa una telenovel·la o una comèdia de situació.

## Recepció
Keith DeCandido va qualificar l'episodi a "tor.com" el 2012 com un episodi normal de "Star Trek: La nov generació". Va trobar la trama de la història de la holocoberta força estúpida. En la seva opinió, reprèn molts clixés westerns, però els tracta només superficialment. A més, va criticar els elements humorístics de la història de la holocoberta per funcionar significativament pitjor que els de les escenes fora de la holocoberta.
El 2016, SyFy va classificar aquest com el novè millor episodi de la holocoberta de la franquícia Star Trek.
El 2017, Popular Mechanics va dir que "Un grapat de Dates" era un dels deu episodis més divertits de Star Trek: La nova generació, descrivint-lo com una història hologràfica amb un ambient de l'antic western americà, amb divertits personatges de Star Trek com Cowboy Klingon i la consellera Troi com a Durango. Aquest episodi va ser destacat el 2017 pels seus elements humorístics, la temàtica western i per la presentació de Data com una dona del vell oest americà.
El 2019, CBR va qualificar "Un grapat de Dates" com el 13è millor episodi 'hologràfic' de la franquícia. El 2007, va ser inclòs entre els episodis de l'holocoberta per Io9, qui va assenyalar que Data (Brent Spiner) apareix com a versions hologràfiques d'ell mateix.
El 2019, Screen Rant va classificar "Un grapat de Dates" com el desè episodi més divertit de Star Trek: La nova generació.
El 2020, GameSpot va recomanar aquest episodi per obtenir informació sobre el personatge de Data. Tanmateix, també van assenyalar aquest episodi com un dels moments més estranys de la sèrie, quan "Madam Data", una mena d'híbrid entre el personatge Data de Brent Spiner i la dama de la cantina de l'oest americà, saluda Worf.
A la sèrie El nan roig de l'ABC sobre la seva segona temporada, Patrick Stewart (Picard) parla de la seva primera experiència amb Red Dwarf veient l'episodi 3 de la temporada 6 "Els pistolers de l'Apocalipsi". Va declarar que al principi es va indignar perquè s'assemblava a "Un grapat de Dates", però a mesura que el mirava més, va veure algunes diferències.

## Llançaments
L'episodi es va publicar com a part de la caixa de la sisena temporada de Star Trek: La Nova Generació DVD als Estats Units el 3 de desembre de 2002. Una versió remasteritzada en HD es va publicar en disc òptic Blu-ray el 24 de juny de 2014.